# بيدرو مانويل دي توليدو
بيدرو مانويل دي توليدو هو سياسي برازيلي، ولد في 29 يونيو 1860 في ساو باولو في البرازيل، وتوفي في 29 يوليو 1935 في ريو دي جانيرو في البرازيل. انتخب حاكم ولاية ساو باولو ‏.